# 慕香书室
慕香书室，位于中国广东省东莞市东莞市凤岗镇凤德岭村，为东莞市的一个市、县级文物保护单位，类型为古建筑，公布时间为2004年1月8日。
慕香书室的历史年代为清代。